# Escuela Militar de Ciberoperaciones
La Escuela Militar de Ciberoperaciones (EMCO) es una de las escuelas militares de las Fuerzas Armadas de España. Fue creada para formar a los militares en ciberoperaciones, un campo que se ha vuelto cada vez más importante en la defensa nacional. La EMCO proporciona formación especializada en ciberdefensa a los miembros del Ejército de Tierra, la Armada y el Ejército del Aire y del Espacio. Está adscrita al Mando Conjunto del Ciberespacio del Estado Mayor de la Defensa.
La Base de Retamares, donde se encuentra la Escuela Militar de Ciberoperaciones, está situada en el municipio de Pozuelo de Alarcón, al oeste de Madrid. Esta base es conocida popularmente como el «Pentágono español» y es la principal base de mando operativo de las Fuerzas Armadas españolas.

## Especialidades
Los alumnos reciben formación en tres especialidades: operaciones ofensivas, defensivas e ISR (Information, Surveillance & Reconnaissance).